# Repsold (cratère)
Pour les articles homonymes, voir Armstrong.
Repsold est un cratère d'impact situé sur la lune, sur la partie Ouest d'Oceanus Procellarum, à l'Est du cratère Galvani et au Sud-Est du cratère Volta. À cause de sa proximité avec le flanc Nord-Ouest de la Lune, ce cratère apparait plus petit vu de la Terre.
Il est nommé d'après Johann Georg Repsold (1770 – 1830), un astronome Allemand.
Repsold est très endommagé par des impacts et la plus grande partie du bord a disparu laissant un pourtour accidenté de petits cratères. La partie la mieux conservée du cratère est la partie Sud-Est qui sépare le cratère de la mer adjacente.
L'intérieur de Repsold contient un réseau de crevasses nommées Rimae Repsold. La plus proéminente de ces crevasses commence au Nord-Ouest et traverse le cratère jusqu'au Sud-Est puis traverse le cratère satellite Repsold G, le divisant en deux, et continue à l'Ouest-Sud-Ouest jusqu'au cratère Galvani. Le réseau de crevasses a un diamètre de 166 km.
La plus grande partie du fond de Repsold est un terrain plat formé par de la lave de basalte qui a ensuite craquelé pour former le réseau de crevasses. Cependant le fond est également parsemé de plusieurs petits cratères.

## Cratères satellites
Les cratères dits satellites sont de petits cratères situés à proximité du cratère principal, ils sont nommés du même nom mais accompagné d'une lettre majuscule complémentaire (même si la formation de ces cratères est indépendante de la formation du cratère principal). Par convention ces caractéristiques sont indiquées sur les cartes lunaires en plaçant la lettre sur le point le plus proche du cratère principal. Liste des cratères satellites de Repsold
 : 
| Repsold | Latitude | Longitude | Diamètre |
| ------- | -------- | --------- | -------- |
| A       | 51.8° N  | 77.0° W   | 9 km     |
| B       | 53.2° N  | 75.8° W   | 38 km    |
| C       | 48.9° N  | 73.6° W   | 133 km   |
| G       | 50.5° N  | 70.6° W   | 44 km    |
| H       | 51.7° N  | 81.6° W   | 12 km    |
| N       | 49.0° N  | 78.2° W   | 14 km    |
| R       | 49.8° N  | 72.2° W   | 13 km    |
| S       | 47.8° N  | 75.2° W   | 9 km     |
| T       | 47.7° N  | 79.9° W   | 13 km    |
| V       | 50.8° N  | 75.4° W   | 7 km     |
| W       | 52.6° N  | 79.8° W   | 10 km    |